# Gastroecus caulleryi
Gastroecus caulleryi is een eenoogkreeftjessoort uit de familie van de Antheacheridae. De wetenschappelijke naam van de soort is voor het eerst geldig gepubliceerd in 1927 door Okada.